# Oskar Frech (Unternehmer)
Oskar Frech (* 23. Januar 1902 in Stuttgart-Münster; † 9. September 1985 in Schorndorf) war ein deutscher Werkzeugmacher und Gründer der Firma Oskar Frech GmbH, Schorndorf.

## Leben
Frech verbrachte seine Kindheit mit seiner Mutter und vier Geschwistern in Schorndorf. Nach der Schulzeit und Lehre als Werkzeugmacher begann sein beruflicher Aufstieg. 1949 gründete er im Keller seines Wohnhauses in Schorndorf einen Betrieb zur Herstellung von Druckgieß- und Kunststoffspritzformen. Unterstützt wurde er von seiner Frau Emilie, geb. Föhl, seiner Tochter und seinen beiden Söhnen, von denen Wolfgang Frech 1965 die Firma übernahm.